# IPRS

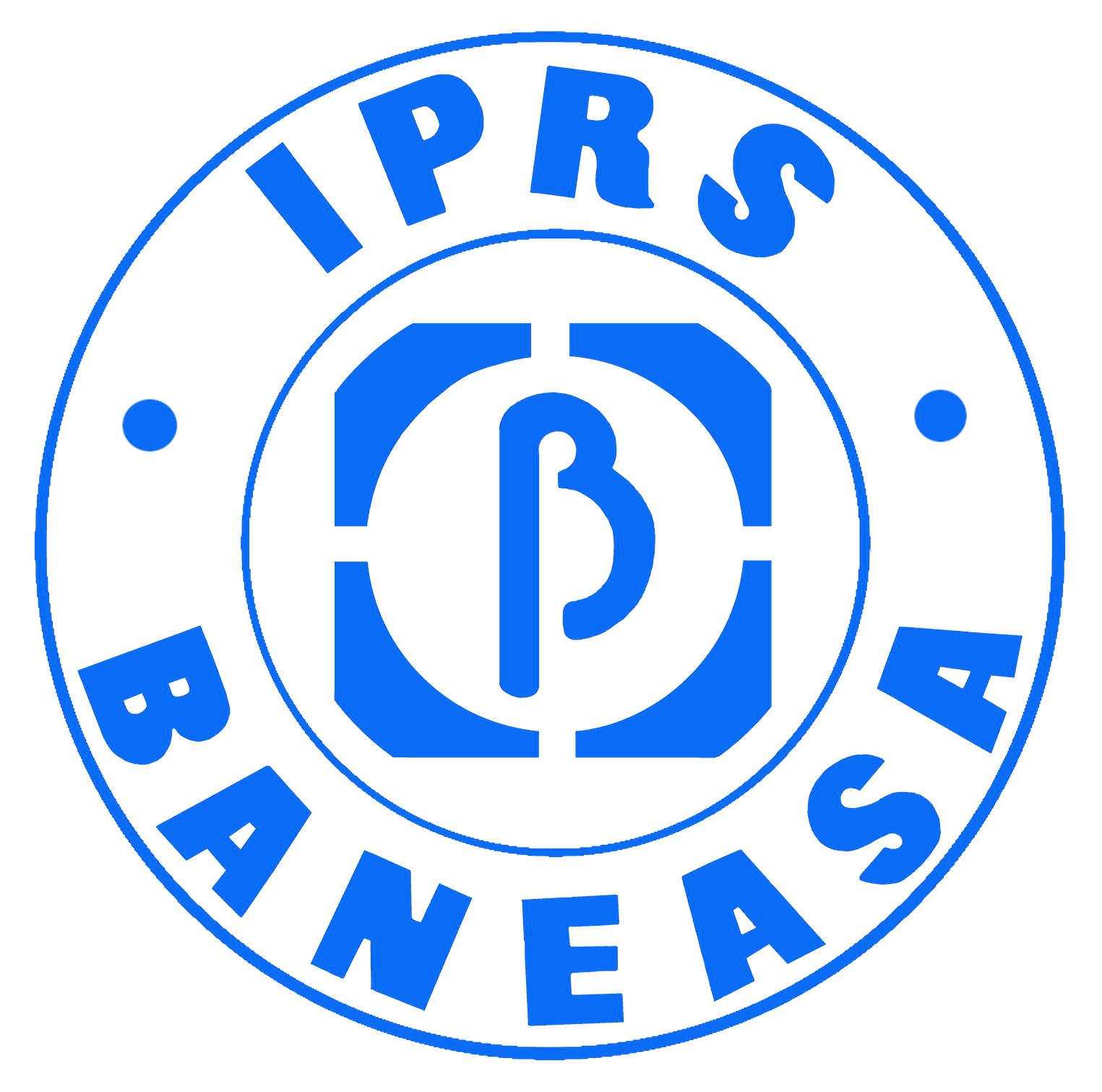
Sigla IPRS

IPRS (Întreprinderea de Piese Radio și Semiconductori) Băneasa a fost o companie producătoare de componente electronice și aparatură electronică și electrotehnică din România. A fost înființată în anul 1962.
Compania se întindea pe o platformă de 14 hectare în inima complexului de vile din Pipera. În anul 2006, IPRS avea în proprietate două terenuri 118.845 mp în Voluntari și 2.498 mp în sectorul 2 din București, evaluate atunci la 20 milioane de euro.

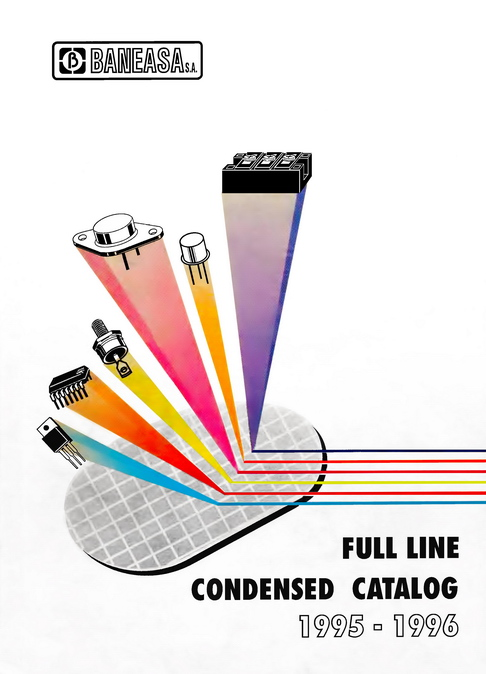
Coperta catalogului ce prezintă componente produse la IPRS 1995-1996

Număr de angajați în 2002: 870

## Istoria fabricii IPRS Băneasa
A fost înființată prin Hotărârea Consiliului de Miniștri nr. 438/1962 prin care se preciza că obiectul de activitate este “fabricarea de componente electronice pasive și semiconductoare”. A fost o întreprindere de stat de importanță republicană aparținând MICM (Ministerul Industriilor și Construcțiilor de Mașini), devenit ulterior MIMUEE, fiind subordonată CIETC (Centrala Industriei Electronice și Tehnicii de Calcul).
Primele ateliere de producție au fost organizate în incinta uzinei “mamă” Electronica din str. Baicului 82, la etajul II al corpului 20, pe o suprafață de cca 4.000 mp. Aici s-au fabricat pentru prima dată în țară tranzistoare de joasă și medie frecvență, diode, condensatoare cu stiroflex și condensatoare electrolitice miniatură.
Istoria  Uzinelor Electronica
Locația finală a IPRS a fost în Băneasa, pe noua platformă industrială care ocupa un teren de 15,5 ha. Pe acest teren s-au construit 6 hale de producție care au fost gândite constructiv, funcțional și organizatoric astfel că la un moment dat fiecare din ele să poată deveni o fabrică independentă, toate având comun utilitățile, respectiv asigurarea cu fluide tehnologice. Aici s-au mutat toate activitățile desfășurate în str. Baicului nr. 82, împreună cu dotările aferente – liniile de tranzistoare cu germaniu și de rezistențe, licență THOMPSON CSF- și personalul tehnic transferat de la Uzinele Electronica. Prin dispoziția MICM nr. 392 163 din 14.11.1963 se transferă și secția de semiconductoare de la ICPE la IPRS Băneasa.

## Organizarea secțiilor de producție componente electronice la IPRS Băneasa[5]
Prezentarea secțiilor este făcută în ordinea crescătoare a denumirii, anul de înființare este trecut separat.
- Secția 2200 – Dispozitive cu Germaniu de mică putere și joasă frecvență – anul de înființare: 1962;
- Secția 2300 – Diode și tiristoare cu Siliciu – anul de înființare: 1969;
- Secția 2400 – Circuite integrate – anul de înființare: 1970;
- Secția 2500 – Tranzistoare și diode cu siliciu de mică putere – anul de înființare: 1974;
- Secția 2700 – Componente pasive – anul de înființare: 1962;

Funcționarea fabricii este strâns legată de alte compartimente și secții, dintre care enumerăm:
- Atelierul Mecanicul Șef (puțuri de mare adâncime, neutralizări ape reziduale, etc.); 1962
- Cabinet tehnic; 1962
- Serviciul investiții (coordonare lucrări investiții); 1962
- CTC (Control Tehnic de Calitate); 1962
- Servicii separate de Cercetare-Poiectare-Control și s-au dat în folosință primele laboratoare independente; 1965
- S 2100 Autoutilare, desprinsă din Mecanicul Șef; 1967
- Sculăria pentru realizarea de SDV-uri (Scule și Dispozitive pentru Verificat); 1969
- In 1972 se introduce conceptul de Secție integrată, cu: proiectare, cercetare, dezvoltare, investiții, producție;
- Oficiul de calcul; 1973
- Serviciul de marketing; 1973
- Serviciul de colaborări s-a înființat în 1976 pentru a mări gradul de integrare a subansamblelor;

### SECȚIA 2200 dispozitive cu germaniu
Secția 2200 ’’Dispozitive cu germaniu de mică putere și joasă frecvență’’ a început producția pe bază de licență, cu o capacitate de producție de 300.000 diode/lună pe care a dezvoltat-o până la 700.000 Diode/lună, astfel:
- 1963 > S-au produs primele tranzistoare cu germaniu de joasă frecvență și drift (licență Compagnie Générale de Semi-conducteurs[b] (COSEM), integrată ulterior în THOMPSON CSF); Ulterior prin efort propriu s-au produs diode redresoare și zener aliate cu germaniu în capsule de tranzistor, seria DZ și fotodiode cu germaniu;
- 1973 > Realizarea prin autoutilare a liniei completă pentru fabricarea diodelor cu Germaniu cu o producție de peste 1.000.000 de diode/lună;
- 1982 > S-a oprit fabricația componentelor cu germaniu și a început fabricația montajelor de mare putere și a jucăriilor electronice.

Tipurile de produse realizate în Secția 2200 au fost:
- - Diode redresoare: EFR115, EFR OB, EFR135, EFR135A, EFR135B, EFR136, EFR136A, EFR136B;
  - Diode pentru semnale de mică putere: seriile AAxxx, EFDxxx, 1Nxxx;
  - Tranzistoare cu germaniu:
    - a) Tranzistoare PNP și NPN de joasă frecvență și mică putere: AC180(K), AC181(K), AC183(K), AC184(K), AC185(K), AC187(K), AC188(K) și seria EFT301- EFT377;
    - b) Tranzistoare PNP de joasă frecvență și medie putere: seria AD152, AD155;
    - c) Tranzistoare PNP de joasă frecvență și putere mare, din seriile: AD130, AD131, AD132, AD149, ASZ15, ASZ16, ASZ17, ASZ18, AUY31, AUY32, EFT212, EFT213, EFT214, EFT250.[a]

#### Diode cu germaniu
|                                                                 |
| DF1 fotodiodă cu germaniu 1963, primul produs concepţie proprie |

|                                                |
| EFD108 Diodă cu germaniu cu contact punctiform |

|                                    |
| EFD108 Diodă cu contact punctiform |

|                                                |
| EFD115 Diodă cu germaniu cu contact punctiform |

|                                    |
| EFD115 Diodă cu contact punctiform |

|                               |
| Diodă rederesoare cu germaniu |

#### Tranzistoare cu germaniu de mică putere
| |
| Comparaţie între tipurile de capsule utilizate în primii ani, EFT125 (stânga) şi EFT 123 (centru) şi varianta clasică TO-1, un EFT322 (dreapta). |

|                                    |
| PNP Germaniu 350mW 24V 500mA 1 MHz |

|                                          |
| PNP Germaniu 150mW 24V 250mA 0.2MHz 1962 |

|                                        |
| PNP Germaniu 150mW 20V 10mA 5MHz 1960s |

|                                    |
| PNP Germaniu 24V 250mA 200mW 1960s |

|                                    |
| PNP Germaniu 24V 100mA 200mW 1960s |

|                                     |
| PNP Germaniu 24V 250mA 200mW 650KHz |

|                                   |
| PNP Germaniu 150mW 20V 10mA 17MHz |

|                                   |
| PNP Germaniu 24V 250mA 200mW 1MHz |

|                                    |
| PNP Germaniu 150mW 20V 10mA 1.2MHz |

#### Tranzistoare cu germaniu de putere medie
|                         |
| PNP Germaniu 70V 3A 30W |

|                         |
| PNP Germaniu 40V 3A 30W |

|                         |
| PNP Germaniu 60V 3A 30W |

|                         |
| PNP Germaniu 80V 3A 30W |

|                         |
| PNP Germaniu 80V 3A 30W |

|                          |
| PNP Germaniu 60V 10A 20W |

|                          |
| PNP Germaniu 100V 8A 30W |

### SECȚIA 2300DiodeșiTiristoarecusiliciu
A fost înființată în anul 1968 având ca obiect principal producția de diode și tiristoare cu siliciu. Ulterior, prin efort propriu, s-a dezvoltat și producția de diode și punți redresoare pentru activități industriale.
- 1969 > Linia de fabricație pentru diode/cu siliciu de mică/medie putere și de putere mare în capsule tip TU, KS, RA 120, RA220, F; licență SILEC/Franța (Société Industrielle de Liaisons Électriques)
- 1981 > Începe producția tiristoarelor din gama de medie putere, licență de la firma germană AEG (Allgemeine Elektricitäts-Gesellschaft AG/Germania); Fabricarea prin concepție proprie de tiristoare în gama 50 A și 200 A și a diodelor de mare putere, seria TU, utilizate la redresoarele locomotivelor electrice tip LDE și LE.
- 1984 > S-au brevetat tehnologiile pentru elaborarea tipurilor de diode până la 2000 V și 400 A, a tiristoarelor de 32 A și a diodelor de putere cu contacte prin presiune.

Tipurile de produsele realizate în Secția 2300 au fost:
- Diode redresoare lente, rapide (din 1979) și cu avalanșă controlată, până la 80 A curent mediu de conducție, tensiune de blocare până la 2000 V și temperatura maximă de funcționare a joncțiunii de până la 190°C, cu diferite tipuri de capsule: plastic, DO-4 și DO-5, TO-220, metalic;
- Diode stabilizatoare de tensiune în tehnologia planar epitaxială, până la 50 W cu tensiuni de stabilizare între 6,8 V și 200 V în capsule metalice;
- Diode zener aliate cu siliciu de: 0,2W, 0,4W, 1W, 4W, 10W, 20W, 50W (ultimele două tipo-variante fiind realizate pe concepție proprie);
- Tiristoare normale și rapide disc și bază plată, de la 1 A și 3 A în capsule TO-220 utilizate des în schemele de comutare forțată și de 50 A și 200 A în capsule metalice (realizate pe licență), destinate electronizării locomotivelor LDE și LE;
- Triace până la 10 A și 800 V și diace;
- Punți redresoare (din 1977), tipul 1PM-3PM și punțile cu capsulă miniaturizată destinate activităților industriale, ca: panouri de comandă pentru mașini unelte, acționarea electrovanelor și electroventilelor, alimentarea excitației motoarelor electrice sincrone sau de curent continuu, alimentarea frânelor electromagnetice ale motoarelor electrice, alimentarea electromagneților de acționare, redresoare pentru încărcarea acumulatoarelor;
- Module funcționale de putere, conținând diode și tiristoare, având curentul mediu redresat în gama 80-100 A și tensiunea de blocare de până la 1800 V. Varianta maximă fabricată la IPRS a fost modulul având un curent mediu redresat de 160-250 A.
- Electronica pentru automobile. Pentru domeniul auto, secția a produs cunoscuta diodă din familia RA, încapsulată inițial în capsulă metalică, ulterior în plastic, tranzistoare Darlington și TBA315 – temporizatorul integrat de putere folosit în circuitele electronice de semnalizare a direcției sau avariei, a ștergătoarelor de parbriz și comanda pompei de curățarea parbrizului.

#### Diode și punți redresoare
|                     |
| Diode de semnal mic |

|               |
| Diode varicap |

|             |
| Diode zener |

|                     |
| Diode zener 100V 1W |

|                            |
| Diode redresoare 6.8A 800V |

|                                                      |
| Diodă redresoare cu siliciu în capsulă tip EFR, 1970 |

|                         |
| Punte redresoare 3A 60V |

|                                        |
| Secţiune printr-o diodă de 355A, 2000V |

#### Tiristoare
|            |
| 250A 1.8KV |

|           |
| 63A 1.6KV |

|                                              |
| MTT210 Modul cu două tiristoare, 210A, 1.6KV |

### SECȚIA 2400Circuite Integrate
următoarele repere:
- 1970 > linia de fabricație - licență de la firma THOMPSON CSF[5], cu o capacitate de cca 600.000 CI/an pentru:
  - 1. Circuite integrate logice (digitale);
  - 2. Circuite integrate cu aplicații în aparatură industrială;
  - 3. Circuite integrate liniare, tehnologie planar-epitaxială pentru radio și TV.
- 1972 > S-au livrat primele 10 tipuri de circuite integrate logice destinate ICE – Felix;
- 1973 > A început producția de circuite integrate TTL pe licență;
- 1976 > A început diversificarea licenței și realizarea, prin efort propriu, a primului circuit integrat amplificator operațional cu aplicații în aparatură industrială;
- 1977 > A fost realizat setul de circuite integrate liniare pentru echiparea televizorului alb-negru;
- 1983 > Primele circuite integrate la «cerere»;
- 1984 > Microprocesoare bipolare de 1 bit (seria P14500);
- 1985 > Divizorul de frecvență; Circuite integrate TTL-LS (seria Schottky de mică putere)

Tipurile de produse realizate în această secție au fost:
- Circuite integrate digitale seria CDB, cu tehnologia planar epitaxială, seria normală (standard) și rapidă de 5 V.

Primele fabricate în România au fost similare celor cu indicativul 74 (conform cu seria de circuite logice TTL produsă de Texas Instruments) seria: CDB400E

#### Circuite integrate digitale
|        |
| CDB400 |

|        |
| CDB400 |

|        |
| CDB403 |

|        |
| CDB404 |

|        |
| CDB416 |

|        |
| CDB447 |

|        |
| CDB473 |

|        |
| CDB474 |

|        |
| CDB475 |

|        |
| CDB490 |

|        |
| CDB493 |

|                                                 |
| CII 72 varianta de încapsulare metalică CLB2711 |

|                                     |
| CII72(CLB2711) cristalul de siliciu |

|                              |
| CLB2711 cristalul de siliciu |

- Circuite integrate liniare – CLB, pentru aplicații industriale, tehnologia planar epitaxială de 22 V. Au fost produse până în 1990 o serie de CI lente și rapide din grupele:
  - Amplificatoare operaționale – CLB2711; TCA520N; seria beta A – amplificatoare operaționale A741
  - CI de uz industrial: DAC08H, TBA315, βA – Inițial plachetele procesate și testate se importau din Franța.[1]
  - Circuite integrate analogice-liniare cu aplicații în domeniul audio, radioreceptoare și televizoare, tehnologie planar epitaxială de 16 V. S-au făcut TBA570 un circuit integrat care includea etajele de radiofrecvență și frecvență intermediară pentru aparate de radioreceptoare, A758 – un decodor stereo și TCA150 un etaj final audio. Cu o asemenea schemă produsele Uzinele Electronica erau atunci la nivelul de vârf al tehnicii 1974 – a început producția pe o linie - licență de la firma ITT–Intermetall, licență completă mondială. Pentru televizoare s-au produs circuitele integrate TBA790K/790T - pentru o putere 2.5 W; TAA661; TAA550; TDA440; TBA950; TDA1170

#### Circuite integrate analogice
|       |
| A723C |

|         |
| TBA120U |

|         |
| TBA570A |

|          |
| TBA950/1 |

|          |
| TBA950/2 |

|         |
| TBA790T |

|        |
| TCA150 |

|       |
| AA145 |

|      |
| L107 |

|        |
| M3900A |

|       |
| E555E |

|      |
| A741 |

|           |
| CLB2711EC |

|          |
| TDA1170S |

|          |
| TBA810AS |

|         |
| TDA2030 |

Până în 1990 s-au fabricat 90 de tipuri de CI digitale, seriile standard, varianta rapidă - HE și varianta pentru temperaturi până la 125°C – EM și 70 de tipuri de CI liniare.

### SECȚIA 2500tranzistoareșidiodede mică putere cusiliciu
Secția 2500 a produs tranzistoare și diode de mică putere cu siliciu, tranzistoare în capsule de plastic: capsulă TO-92,varianta cu fire și ulterior variante SMD, capsule SOT-32. În timp s-au realizat multe îmbunătățiri tehnologice pentru linia de diode planar-epitaxiale în capsulă de sticlă DO-35.
- 1976 > A intrat în funcțiune linia de producție pentru tranzistoarele de putere hometaxiale pe baza cooperării cu firma SOLITRON;
- 1979 > Toată producția de tranzistoare și diode din Secția 2500 se realiza cu structuri produse în IPRS - Băneasa;

Gama de produse s-a diversificat prin tehnologii proprii pentru diode de comutație rapidă, diode Zener 0,5 W, diode Zener 1,3 W, diode cu avalanșă controlată, diode picoamperice, diode varicap cu plajă mare de capacitate, diode termocompensate și diode termocompensate integrate;
- 1978–1981 > Au fost omologate și au intrat în producție primele dispozitive de microunde din țară: diodele IMPATT și diode GUNN cu puteri generate de 10 mW, 100 mW, 350 mW și 500 mW în banda de frecvențe de 8 – 12 GHz Aceste dispozitive au intrat în componente de tip oscilator și amplificator de ghid dreptunghiular cu aplicații civile și militare;
- 1983 > S-au dezvoltat pe bază de brevete 4 tehnologii de fabricație pentru tranzistoarele de putere, comutație și înaltă tensiune;
- 1984 > A fost realizată dioda BARITT (siliciu) - generatoare de microunde: cu puteri generate în microunde de 1….30 mW în banda N, la tensiuni de alimentare între 30 și 70 V.
- 1987 > A început producția de diode Schottky, în capsulă TO-92 - dispozitive cu siliciu cu frecvența maximă de funcționare de 2 GHz;
- 1986 > S-au realizat prin efort propriu:
  - Prototipurile tranzistoarelor industriale BUS11, BUS12, BUW22 și BUW23;
  - Prototipul tranzistorului pentru aprindere electronică BU930;
  - Prototipul tranzistorului gigant GT250.

Realizări:
- S-au asimilat 16 familii de tranzistoare în capsulă TO-92, 8 familii de tranzistoare noi în capsula SOT-32, 5 noi familii de tranzistoare la TO-18 și TO-72 și 7 familii de tranzistoare TO-39; familii de tranzistoare cu capsule tip F 22; TO-3.
- Oscilatoare de frecvență fixă pentru dirijarea navigației pe canalul Dunăre Marea Neagră
- Oscilatoare de frecvență variabilă acordate cu varactor (colaborare cu CCSITS)
- Oscilatoare de putere (300 mW), oscilatoare de mare stabilitate a frecvenței și cu zgomot redus,
- În colaborare cu IPB: Sistemul de transmisie de date DELTA.
- În 1984 IPRS Băneasa împreună cu ICSITE au omologat și introdus în fabricație traductorul Doppler TDX 09, componentă care a intrat în produsul “Dispozitiv volumetric pentru pază cu microunde a încăperilor” fabricat de I. Automatica.

#### Tranzistoare de mică putere
|       |
| BF167 |

|       |
| BF257 |

|        |
| BSX12S |

|        |
| 2N4957 |

|        |
| BC108C |

|       |
| BC177 |

|       |
| BC179 |

|                             |
| BSX12S cristalul de siliciu |

|                            |
| BFY90 cristalul de siliciu |

|                            |
| BC179 cristalul de siliciu |

|                             |
| 2N2222 cristalul de siliciu |

#### Tranzistoare de putere
|                          |
| NPN 117W 140V 15A 800KHz |

|                              |
| SDT9204 cristalul de siliciu |

|                |
| NPN 55V 4A 29W |

|                   |
| NPN 400V 10A 100W |

|                 |
| NPN 80V 1A 6.5W |

|                                     |
| NPN cu diodă integrată 200V 15A 60W |

|                   |
| NPN 250V 20A 150W |

|                          |
| 2N5872B NPN 120V 7A 115W |

|                              |
| PNP Darlington 120V 16A 150W |

|                              |
| NPN Darlington 120V 16A 150W |

|                           |
| 2N3442: NPN 120V 10A 117W |

|                         |
| 2N3055 NPN 15A 60V 117W |

### SECȚIA 2700componentepasive
A început producția pe baza experienței acumulate de specialiștii de la Uzinelor Electronica încă în anii 1955-1960. În anul 1960 s-a importat de la THOMPSON CSF o linie de rezistențe care s-a montat inițial în incinta Uzinelor Electronica și în 1962 s-a transferat la IPRS Băneasa, formând Secția 2700. Dezvoltarea și diversificarea de produse fabricate în cadrul secției între 1962-1990
- 1963 > Condensatoare auto de 9,35 μF; Linia de tronsoane ceramice pentru rezistențe chimice;
- 1964 > Condensatoare starter pentru lămpi fluorescente;
- 1968 > În colaborare cu firma PLESSEY s-a realizat linia de rezistențe bobinate; Linia de fabricație condensatoare balast, pe tehnologie [DUERN];
- 1970> Linia de condensatoare miniatură; în colaborare cu firma PLESSEY; Linia de asperizare-oxidare folie de aluminiu pentru condensatoare electrolitice;
- 1970 > Rezistențe bobinate în capsulă ceramică pentru receptoare TV; Prima mașină automată pentru condensatoare ceramice;
- 1972 > Condensatoare de antiparazitare; Condensatoare balast tip HPA, HSA;
- 1972 > S-a făcut import de utilaje de la firma SPRAGUE pentru condensatoare electrolitice;
- 1973 > S-a înființat  IPEE - Curtea de Argeș și s-au transferat de la IPRS liniile de rezistențe chimice, condensatoare ceramice și termistoare;
- 1975 > Condensatoare pentru impulsuri cu dielectric mixt; Condensatoare de antiparazitare tip PMZ;
- 1976 > Condensatoare de protecție a diodelor pentru locomotive;
- 1978 > Componente profesionale de tip PI, industriale, naval, nuclear;
- 1980 > S-a transferat fabricația condensatoarelor polistiren la  IPEE - Curtea de Argeș și linia de circuite imprimate pe Platforma Industrială Pipera.
- 1981 > A început producția de condensatoare electrolitice CKD, prin achiziționare de utilaje.

#### Condensatoare cu hârtie și folie metalizată mylar
|                               |
| Condensatoare cu hârtie, 1968 |

|                        |
| Condensatoare cu mylar |

|                                |
| Condensatoare cu mylar PMP08XX |

|                                |
| Condensatoare cu mylar PMP03XX |

|                                |
| Condensatoare cu mylar PMP09XX |

|                                        |
| Condensatoare cu hârtie în ulei HC24XX |

|                                |
| Condensatoare ceramice CGU3210 |

|                                |
| Condensatoare ceramice CZZ4011 |

|                                |
| Condensatoare ceramice CLX3206 |

|                             |
| Condensatoare electrolitice |

|                                |
| Condensatoare ceramice CLY3210 |

Calitatea garantată a produselor IPRS a creat condițiile necesare vânzării acestor componente și pe piața externă. Astfel, s-au exportat aproximativ 30% din producția valorică, respectiv 25% din producția fizică. 
Produse reprezentative la export au fost:
- Diode 1N4148, BA244, BB126
- Tranzistoarele BC171-174, BF 173, BF 458, 2N2222, 2N2369A
- Punți auto de 40 A și 60 A
- Jucăriile electronice
- Circuite integrate

## Privatizarea
În anul 2003, Elmefa B.V - un holding olandez specializat în producția electrică și electronică - a încercat fără succes să cumpere IPRS Băneasa de la APAPS dar a fost eliminat de la privatizare. În septembrie 2003, pachetul majoritar de 51,4% de acțiuni a fost cumpărat de la AVAS (fosta APAPS) de compania Ogharit Trading CO Siria, controlată de omul de afaceri Omar Hayssam. Ogharit Trading a venit cu o ofertă de 3,1 milioane de euro în care era inclusă și plata datoriilor societății. Dar, după aceea, statul român a șters aproape toată datoria IPRS, astfel că în realitate Ogharit Trading a cumpărat societatea pentru suma de 140.000 de euro. După ce au preluat societatea, sirienii nu au făcut nici o investiție. S-a vorbit la un moment dat doar de camioane care plecau din întreprindere încărcate cu „fier vechi”. Societatea siriană avea obiect de activitate import-export de mărfuri generale și de construcții, neavând ca obiect principal de activitate domeniul tehnologiei informațiilor. De asemenea, societatea fusese înființată în anul 2001, astfel că, și în situația în care ar fi avut acest obiect de activitate, nu ar fi îndeplinit un alt criteriu de precalificare stabilit de APAPS, respectiv experiență de cinci ani în domeniul tehnologiei informațiilor și comunicațiilor. Cu toate acestea, abia după condamnarea lui Omar Hayssam pentru acte de terorism în cazul răpirii jurnaliștilor români în Iraq, autoritățile române și-au dat seama de faptul că firma Ogharit Trading nu avea calitatea necesară de investitor strategic. Autoritățile au anulat contractul de privatizare și au anunțat că vor încerca să mențină obiectul de activitate al firmei. Până în decembrie 2006, AVAS a vândut 1,4 hectare din terenul companiei către familia libaneză Jabra. La data de 15 iunie 2007, Tribunalul București a decis anularea contractului de vânzare-cumpărare a pachetului majoritar de acțiuni către Ogharit Trading.